# دوغ برينان
دوغ برينان هو لاعب هوكي الجليد كندي، ولد في 10 يناير 1905 في بيتيربوروغ في كندا، وتوفي في 8 نوفمبر 1972 في Campbellford ‏ في كندا.

## وصلات خارجية
- دوغ برينان على موقع دوري الهوكي الوطني (الإنجليزية)
- دوغ برينان على موقع EliteProspects.com (الإنجليزية)
- دوغ برينان على موقع HockeyDB.com (الإنجليزية)
- دوغ برينان على موقع Hockey-Reference.com (الإنجليزية)